# ヴィチェンツァ
ヴィチェンツァ（イタリア語: Vicenza ( 音声ファイル)）は、イタリア共和国ヴェネト州にある都市で、その周辺地域を含む人口約111,000人の基礎自治体（コムーネ）。ヴィチェンツァ県の県都である。
ルネサンス期の優れた建築家アンドレーア・パッラーディオが手がけた美しい町並みで知られ、「パッラーディオの街」と称される。その市街は、ユネスコの世界遺産「ヴィチェンツァ市街とヴェネト地方のパッラーディオのヴィッラ」の一部として登録されている。

## 地理

### 位置・広がり
ヴィチェンツァ県の中南部に位置する。パドヴァから北西へ30km、ヴェローナから北北東へ45km、トレヴィーゾから西南西へ56km、州都ヴェネツィアから西へ65kmの距離にある。

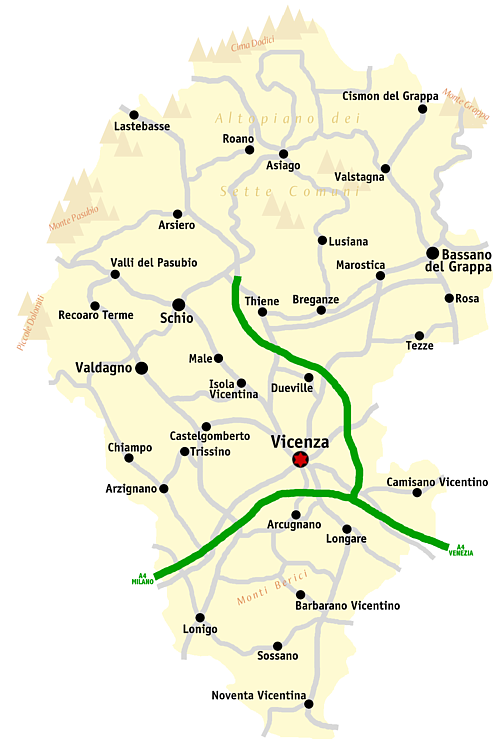
ヴィチェンツァ県概略図

#### 隣接コムーネ
隣接するコムーネは以下の通り。
| - アルタヴィッラ・ヴィチェンティーナ - アルクニャーノ - ボルツァーノ・ヴィチェンティーノ - カルドーニョ - コスタビッサーラ - クレアッツォ - ドゥエヴィッレ - ロンガーレ - モンテヴィアーレ - モンティチェッロ・コンテ・オット - クイント・ヴィチェンティーノ - トッリ・ディ・クアルテゾーロ |

### 気候分類・地震分類
気候分類では、zona E, 2371 GGに分類される。
また、イタリアの地震リスク階級 (it) では、zona 2 (sismicità media) に分類される。

## 歴史

### 古代
この土地に最初に定住したのはエウガネイ (Euganei) の人々であり、ついで紀元前3世紀～紀元前4世紀頃にガリアから来たウェネティの人々によって征服された。紀元前157年、古代ローマはガリア人からこの町を奪い、「勝利」を意味するヴィチェティア（Vicetia）あるいはヴィチェンティア（Vincentia）と名づけ、ムニキピウム（自治都市）とした。紀元前48年、この町の住民はローマの市民権を得た。メディオラヌム（現：ミラノ）とアクイレイアを結ぶポストゥミア街道の宿駅としていくらか重要な町ではあったが、パタウィウム（現：パドヴァ）の後塵を拝していた。
紀元前1世紀後半から1世紀前半にかけて造られた古代ローマ時代のフォルムは、現在市庁舎となっているパラッツォ・トリッシーノからシニョーリ広場付近に存在していた。また、街の中心線をなす道路のデクマヌス・マクシムスは現在のパッラーディオ通り（Corso Andrea Palladio）に一致し、カルド・マクシムスは現在のアントニオ・フォガッツァーロ通り（Corso Antonio Fogazzaro）とコントラ・パシーニ通り（Contrà Pasini）に一致していたと考えられている。今では180mしか残存しない水道橋は、かつてはヴィチェンツァの北のMotta di Costabissaraから南下し、カルド・マクシムス（現 アントニオ・フォガッツァーロ通り）に沿って市街地に達していたと考えられている。現在レトロネ川を渡るサン・パオロ橋（Ponte San Paolo）が架かっている場所には、古代ローマ時代にも橋が架かっており、レトロネ川の南のボルゴ・ベルガ地区には紀元前1世紀後半に建てられたベルガ劇場（ローマ劇場）が存在した。また、バッキリオーネ川に架かる現在のアンジェリ橋（Ponte degli Angeli）の場所にも、古代ローマ時代には橋が造られていた。
西ローマ帝国の崩壊後は立ち代わりさまざまな民族の支配を受けた。489年に東ゴート王国の支配下に入り、ついでランゴバルト人、フランク王国の主要都市の一つとなった。6世紀にはベネディクト会の修道院建築が多く建てられるようになった。

### 中世
中世ではスカリージェリ家の支配に耐えた。1404年から1797年まではヴェネツィア共和国の支配下で4世紀間の平和が保証され、芸術は卓越した水準に発展し、経済も繁栄した。
16世紀は偉大な建築の世紀であり、後期ルネサンスのアンドレーア・パッラーディオはヴィチェンツァと世界中に貴重な独特の建築遺産を遺した。

19世紀には、ナポレオンが倒れ、街はオーストリア・ハンガリー帝国下で、次いでロンバルド＝ヴェネト王国の一部として、1866年にはイタリア王国に併合となった。
第一次世界大戦では大規模な戦闘が県内で行われ、第二次世界大戦でも同盟軍の爆撃によるひどい損害で街に打撃を与えた。
1950年に始まった経済と工業の発展で、イタリアで最も裕福な街の一つとなった。

## 行政

### 行政区画
ヴィチェンツァには以下の分離集落（フラツィオーネ）がある。
- Anconetta, Bertesina, Bertesinella, Bugano, Campedello, Casale, Debba, Longara, Ospedaletto, Polegge, San Pietro Intrigogna, Santa Croce Bigolina, Tormeno

## 名所

### パッラーディオの建築
- バシリカ・パッラディアーナとシニョーリ広場
- パラッツォ・デル・カピタニアート（英語版）（旧 ヴェネツィア共和国の総督官邸）
- パラッツォ・バルバラン・ダ・ポルト（英語版）
- パラッツォ・キエリカーティ（現 市立絵画館）
- パラッツォ・ダ・ポルト・ブレガンツェ
- パラッツォ・ティエーネ（英語版）
- オリンピコ劇場（世界最古の屋内劇場）天正遣欧使節の訪問を描いたフレスコの壁画がある[10]。
- ヴィッラ・カプラ・デッタ・ラ・ロトンダ

### 教会、他
- ヴィチェンツァ大聖堂（英語版）
- ビサーラ塔（シニョーリ広場の時計塔）
- サン・ミチェル橋（17世紀の石橋, Ponte San Michele）

### 博物館・美術館
- サンタ・コローナ自然科学・考古学博物館（イタリア語版）
- リソルジメント・レジスタンス博物館 (ヴィチェンツァ)（イタリア語版）
- 市立絵画館（パラッツォ・キエリカーティ）
- パラッツォ・レオーニ・モンタナーリ美術館（英語版）
- 貨幣小博物館(Piccolo museo della moneta)

## スポーツ
サッカー
サッカーのクラブチームとして、「LRヴィチェンツァ」がある。ホームスタジアムはスタディオ・ロメオ・メンティ。2021-22シーズンはセリエB（2部リーグ）所属。
バレー
バレーボールのクラブチームとして、「ヴィチェンツァ・バレー」がある。傘下の女子トップチーム「ミネッティ・インフォプラス・ヴィチェンツァ」（女子セリエA1所属）には、高橋みゆきが2005年8月から2007年8月まで派遣されていた。尚、イタリアプロバレーでは、同クラブ内でもチームごとに異なる名称（スポンサー名＋地域名）となるのが慣例である。例えば、ヴィチェンツァバレーの男子トップチーム（男子セリエB1所属）は、「パッラーディオグループプントイット・ヴィチェンツァ」となっている。
ラグビー
ラグビーユニオンのクラブチームとして、「レンジャース・ラグビー・ヴィチェンツァ」がある。2024-25シーズンはセリエAエリート（1部リーグ）所属。

## 姉妹都市
- アヌシー、フランス
- プフォルツハイム、ドイツ
- クリーブランド、アメリカ合衆国

## 出身著名人
- アントニオ・ヴィヴァルディ （作曲家）
- アントニオ・ピガフェッタ （マゼランの世界周航に同行した航海者）
- アドルフォ・ファルサーリ （写真家）
- マリアーノ・ルモール （政治家）
- フェデリコ・ファジン （電気工学･物理学者）
- ジャンニ・フェッリオ （作曲家）
- ジェリンド・ボルディン （陸上選手）
- エイミー・アダムス （女優）
- エマヌエーレ・セッラ （自転車ロードレース選手）
- ヴィンチェンツォ・スカモッツィ （建築家）
- ダッレ カルボナーレ・ディーノ  (在日ジャーナリスト、フォトグラファー)